# ひとり家族
『ひとり家族』（ひとりかぞく）は、1994年9月5日 - 10月28日にTBS「花王 愛の劇場」枠にて放送された日本の昼ドラマである。全40話。同枠における、石井ふく子がプロデューサーを務めた作品の第16作目。

## 概要
東京のとあるマンションを舞台に、さまざまな事情からひとり家族で暮らす人々にスポットを当て、大家族のわずらわしさから逃れて気ままに生活する住人たちが、ある出来事をきっかけに、赤の他人である隣人と深い絆で結ばれる物語。

## キャスト
- 桐原亜希：中田喜子
結婚式場「WEDDINGフローラ」に勤務している。職場の近くにあるマンション「アザレアハウス」の501号室を購入して引っ越してくる。
- 松田ゆうき：えなりかずき
アザレアハウス302号室の住人。小学三年生。両親を事故で亡くしたため、亜希が面倒を見ることになる。
- 長島朋一：中村繁之
亜希が指導する新人。
- 竹井：岡本信人
アザレアハウスの住人。歯科医。
- 増田育代：立石涼子
アザレアハウスの住人。ホテルのメイドをしている。
- 山田桃子：古今亭菊千代
アザレアハウスの401号室の住人。落語家。
- 野口マリ：片岡京子
WEDDINDフローラに勤務する亜希の後輩。
- 白井：木村翠
WEDDINGフローラに勤務する亜希の先輩。
- 杉山良太：井上順
タクシー運転手。亜希に求婚する。
- 亀井律子：杉山とく子
アザレアハウス301号室の住人。杉山の実母。
- ゆうきの父：堀内正美
- ゆうきの母：浅利香津代
- 池田：磯村千花子
アザレアハウスの大家の家のおばあさん。
- 吉岡和子：松下砂稚子
民生委員
- 別府康男
ゆうきの担任の先生
- 岡本茉利、青木和代、酒井麻吏
ゆうきの同級生の母親達
- 紗ゆり
児童一時保護センターの職員
- 島田：横井徹
児童保護センターの指導係
- 長島朋子：水原英子
朋一の母
- 長島聖子：市丸和代
朋一の妹
- 長島聖（さとる）：小島敏彦
朋一の父
- 亜希の母（声）：大鹿次代
- 長谷部麻美：松本友里
亜希の義妹（母の再婚相手の連れ子）

## スタッフ
- 原作 - 松原惇子（文藝春秋 刊）
- プロデューサー - 石井ふく子、早川信雄
- 脚本 - 高村美智子
- 音楽 - 丹羽応樹
- 演出 - 川俣公明
- 制作 - ストーンウェル、TBS

## 主題歌
- 『たとえ毎日が』歌：森山良子

作詞：遠藤京子／作曲：玉置浩二／編曲：星勝

## 再放送
- 2023年8月14日から10月6日まで日本BS放送（BS11）で再放送された。[2]
- 2024年2月2日から5月3日まで日本BS放送（BS11）で再放送された。[3]